# Fabiano Silveira
Fabiano Augusto Martins Silveira (Belo Horizonte, 19 de diciembre de 1974) es un abogado y político brasileño. Fue ministro de Transparencia, Supervisión y Control de Brasil en el primer gobierno del presidente interino Michel Temer. Es asesor legislativo del Senado Federal de Brasil.

## Educación
Fabiano Silveira obtuvo el grado BA en 1998, máster en 2003 y doctorado (PhD) en 2008 por la Universidad Federal de Minas Gerais. Ha llevado a cabo estudios predoctorales en la Universidad de "La Sapienza" de Roma entre 2006 y 2007.

## Carrera política
Silveira ha sido asesor legislativo del Senado brasileño en las áreas de ley criminal, procedimiento criminal, y ley penal desde 2002. Silveira fue miembro de la Reforma del Comité de Código de Procedimiento Criminal del Senado (Comissão de Reforma do Código de Processo Penal do Senado Federal) desde 2008 a 2009 y de la Comisión de Administración del II Pacto Republicano Estatal para un Sistema de Justicia más asequible, ágil y eficaz (Comitê Gestor do II Pacto Republicano de Estado por um Sistema de Justiça mais Acessível, Ágil e Efetivo) de 2009 a 2010. Además, fue consejero del Consejo Nacional del Ministerio Público (Conselho Nacional do Ministério Público, CNMP) de 2011 a 2013 y del Consejo de Justicia Nacional brasileño (Conselho Nacional de Justiça) de 2013 a 2015. Fue propuesto para renovar esta función para el período 2015-2017. Del 14 de enero de 2015 al 14 de enero de 2016 fue también Defensor del Pueblo u Ombudsman (Ouvidor Nacional de Justiça).

## Ministerio de Transparencia, Supervisión y Control
Silveira fue nombrado ministro de Transparencia, Supervisión y Control, un nuevo ministerio creado por el presidente interino de la República Michel Temer, desde el 12 de mayo de 2016. Dimitió de su cargo de ministro el 30 de mayo de 2016 por una declaraciones polémicas en relación con el escándalo Petrobras.

## Carrera académica
Silveira ha sido profesor sustituto en la Escuela de Ley de Universidad Federal de Minas Gerais y el Pontifical Universidad católica de Minas Gerais. También ha sido profesor visitante en varias universidades e instituciones públicas y privadas.